# Oda Pretzschner
Oda Jekaterina Pretzschner (* 15. Juli 1971 in Thüringen) ist eine deutsche Schauspielerin.

## Leben
Oda Pretzschner absolvierte von 1990 bis 1994 eine Schauspielausbildung an der Hochschule für Musik und Theater „Felix Mendelssohn Bartholdy“ in Leipzig.
Ihr erstes Engagement hatte sie in der Spielzeit 1993/94 am Schauspielhaus Chemnitz. Es folgte in der Spielzeit 1995/96 ein Engagement am Landestheater Eisenach-Rudolstadt, wo sie als Lady Milford in Kabale und Liebe (Regie: Karlheinz Liefers) auftrat. Ab der Spielzeit 1996/97 war sie bis 1999 Ensemblemitglied am Theater Zwickau. 1997 war sie als Gast an den „Freien Kammerspielen“ in Magdeburg engagiert. 
Ab 1999 war sie Ensemblemitglied am Staatsschauspiel Dresden, wo sie u. a. mit Klaus Dieter Kirst, Irmgard Lange, Tobias Wellemeyer und Michael Thalheimer arbeitete. Mit dem Ensemble des Dresdner Staatsschauspiels wurde sie mit der Inszenierung Das Fest (Regie: Michael Thalheimer) auch zum Berliner Theatertreffen eingeladen. 2002 wechselte sie an das Schauspiel Köln. Sie war in Köln in Inszenierungen von Ola Mafaalani, Dušan David Pařízek, Torsten Fischer, Thomas Bischoff, Marc Günther, und Sebastian Baumgarten zu sehen.
2006 gastierte sie am Staatsschauspiel Dresden als Martha in dem Theaterstück Das Missverständnis von Albert Camus. 2007 spielte sie am Schauspiel Köln, an der Seite von Elisabeth Trissenaar (Bernarda Alba) und Dagmar Sachse (Magdalena), die Tochter Martirio in Bernarda Albas Haus von Federico García Lorca in einer Inszenierung von Hans Neuenfels.
Seit 2007 ist Pretzschner als freischaffende Schauspielerin tätig. 2007 gastierte sie in der hinzugefügten Rolle der „Oberste[n] der Amazonen“ in der Oper Penthesilea von Othmar Schoeck am Theater Basel, wo sie nahezu sämtliche Sprechrollen der Oper übernahm und eine „hervorragende“ Leistung bot.
Seitdem sie als freischaffende Künstlerin tätig ist, gastierte sie mehrfach am Societaetstheater in Dresden, u. a. 2010 als Marquise de Merteuil, neben Daniel Minetti, in Quartett von Heiner Müller. 2011 trat sie dort als Tanja in dem Solostück Hornissenzeit von Jutta Schubert auf. Weiterhin war sie mehrfach zu Gast am Staatsschauspiel Dresden. 2010 übernahm sie dort, alternierend mit Christine Hoppe, die Judith Schevola in einer Bühnenfassung von Der Turm von Jens Groß und Armin Petras nach dem Roman von Uwe Tellkamp. 2013 war sie am Staatsschauspiel Dresden in Fabian. Die Geschichte eines Moralisten von Erich Kästner unter der Regie von Julia Hölscher als Irene Moll sowie als Bildhauerin Ruth Reiter zu sehen.
2012 gastierte sie bei den Bad Hersfelder Festspielen als Regan in König Lear (Regie: Holk Freytag). 2014 trat sie dort als Mechthild von Arnstein in Die Wanderhure (Regie: Janusz Kica) auf. 2020 spielte sie am Societaetstheater Dresden neben Tom Quaas in der Titelrolle die Lady Macbeth in einer Macbeth-Bühnenfassung für zwei Personen. 2023 spielte sie am Staatsschauspiel Dresden an der Seite von Philipp Lux und Simon Werdelis in Der satanarchäolügenialkohöllische Wunschpunsch die Geldhexe Tyrannja Vamperl.
Oda Pretzschner war auch für Film und Fernsehen tätig. Das Kleine Fernsehspiel Asphaltflimmern, in dem sie mitspielte, erhielt 1995 den Adolf-Grimme-Preis. Für den WDR nahm sie zahlreiche Features und Hörspiele auf. 
Beim Neujahrskonzert im Leipziger Gewandhaus mit dem MDR-Sinfonieorchester unter dem Dirigat von Mario Venzago sprach sie im Januar 2009 Szenen aus Shakespeares Ein Sommernachtstraum. Oda Pretzschner tritt zudem als Rezitatorin auf und las unter anderem in der Yenidze (2011) und im Palais im Großen Garten (2010) sowie 2010 im Rahmen der Veranstaltung „KlangText“ mit dem elole-Klaviertrio.
Pretzschner lebt in Dresden.

## Theaterrollen (Auswahl)
- 1995/96: Kabale und Liebe[1], Rolle: Lady Milford, Regie: Karlheinz Liefers, Landestheater Eisenach-Rudolstadt
- 1997: Ein Sommernachtstraum, Rollen: Hippolyta / Titania, Regie: Arne Retzlaff, Theater Zwickau
- 1997: Julia und ihr Leutnant nach Ákos Németh, Rolle: Julia, Regie: Hermann Schein, Freie Kammerspiele Magdeburg
- 1998: Wer hat Angst vor Virginia Woolf?[1], Rolle: Martha, Regie: Arne Retzlaff, Theater Zwickau
- 1998: Der kaukasische Kreidekreis, Rolle: Die Gouverneursfrau, Regie: Axel Richter, Theater Zwickau
- 1999: Hamlet[1], Rolle: Ophelia, Regie: Arne Retzlaff, Theater Zwickau
- 1999: Die Nashörner, Rolle: Daisy, Regie: Klaus Dieter Kirst, Staatsschauspiel Dresden
- 1999: Bernarda Albas Haus, Rolle: Magdalena, Regie: Irmgard Lange, Staatsschauspiel Dresden
- 1999: Phädra, Rolle: Aricia, Regie: Tobias Wellemeyer, Staatsschauspiel Dresden
- 2001: Das Fest[1] von Thomas Vinterberg, Rolle: Helene, Regie: Michael Thalheimer, Staatsschauspiel Dresden
- 2001: A Christmas Carol nach Charles Dickens, Rollen: Mrs. Fezziwig / Mrs. Dilber, Haushälterin bei Scrooge, Staatsschauspiel Dresden
- 2001: Der Kirschgarten[1], Rolle: Warja, Regie: Klaus Dieter Kirst, Staatsschauspiel Dresden
- 2002: Othello[1], Rolle: Desdemona, Regie: Ola Mafaalani, Schauspiel Köln
- 2003: Platonow[1], Rolle: Sascha, Regie: Dušan David Pařízek, Schauspiel Köln
- 2003: Glaube Liebe Hoffnung[1], Rolle: Elisabeth, Regie: Torsten Fischer, Schauspiel Köln
- 2004: Don Carlos[1], Rolle: Elisabeth von Valois, Regie: Marc Günther, Schauspiel Köln
- 2006: Hexenjagd[1], Rolle: Ann Putnam, Regie: Sebastian Baumgarten, Schauspiel Köln
- 2006: Das Missverständnis, Rolle: Martha, Regie: Olaf Altmann, Staatsschauspiel Dresden
- 2007: Bernarda Albas Haus[10], Rolle: Martirio, Regie: Hans Neuenfels, Schauspiel Köln
- 2007: Penthesilea[11], Rolle: Oberste, Regie: Hans Neuenfels, Theater Basel
- 2008: Sommergäste von Maxim Gorki, Rolle: Olga Alexejewna, Regie: Martin Nimz, Schauspiel Frankfurt
- 2010: Quartett[12] von Heiner Müller, Rolle: Marquise de Merteuil, Regie: Hermann Schein, Societaetstheater Dresden
- 2011: Der Turm, Rolle: Judith Schevola, Regie: Wolfgang Engel, Staatsschauspiel Dresden
- 2011: Don Carlos, Rolle: Prinzessin Eboli, Regie: Roger Vontobel, Staatsschauspiel Dresden
- 2011: Hornissenzeit[13] von Jutta Schubert, Rolle: Tanja, Regie: Constanze Kreusch, Societaetstheater Dresden
- 2011: Penthesilea[14], Rolle: Oberste, Regie: Hans Neuenfels, Oper Frankfurt
- 2012: König Lear, Rolle: Regan, Regie: Holk Freytag, Bad Hersfelder Festspiele
- 2013: Fabian. Die Geschichte eines Moralisten, Rollen: Irene Moll / Ruth Reiter, Regie: Julia Hölscher, Staatsschauspiel Dresden
- 2014: Die Wanderhure, Rolle: Mechthild von Arnstein, Regie: Janusz Kica, Bad Hersfelder Festspiele
- 2014: Das Gespenst von Canterville, Rolle: Mrs. Lucretia R. Otis, Regie: Susanne Lietzow, Staatsschauspiel Dresden
- 2016: Der Gott des Gemetzels, Rolle: Veronique Houillé, Regie: Constanze Kreusch, Societaetstheater Dresden
- 2020: Macbeth von John von Düffel nach William Shakespeare, Rolle: Lady Macbeth, Regie: Arne Retzlaff, Societaetstheater Dresden
- 2023: Der satanarchäolügenialkohöllische Wunschpunsch, Rolle: Geldhexe Tyrannja Vamperl, Regie: Philipp Lux, Staatsschauspiel Dresden

## Filmografie
- 1994: Asphaltflimmern
- 2002: In aller Freundschaft: Der Sohn des Polizisten (TV-Serie)
- 2004: Stefanie – Eine Frau startet durch, Folge: Nichts als die Wahrheit (TV-Serie)
- 2022: Tatort: Das kalte Haus (Fernsehreihe)